# Marguerite Yourcenar

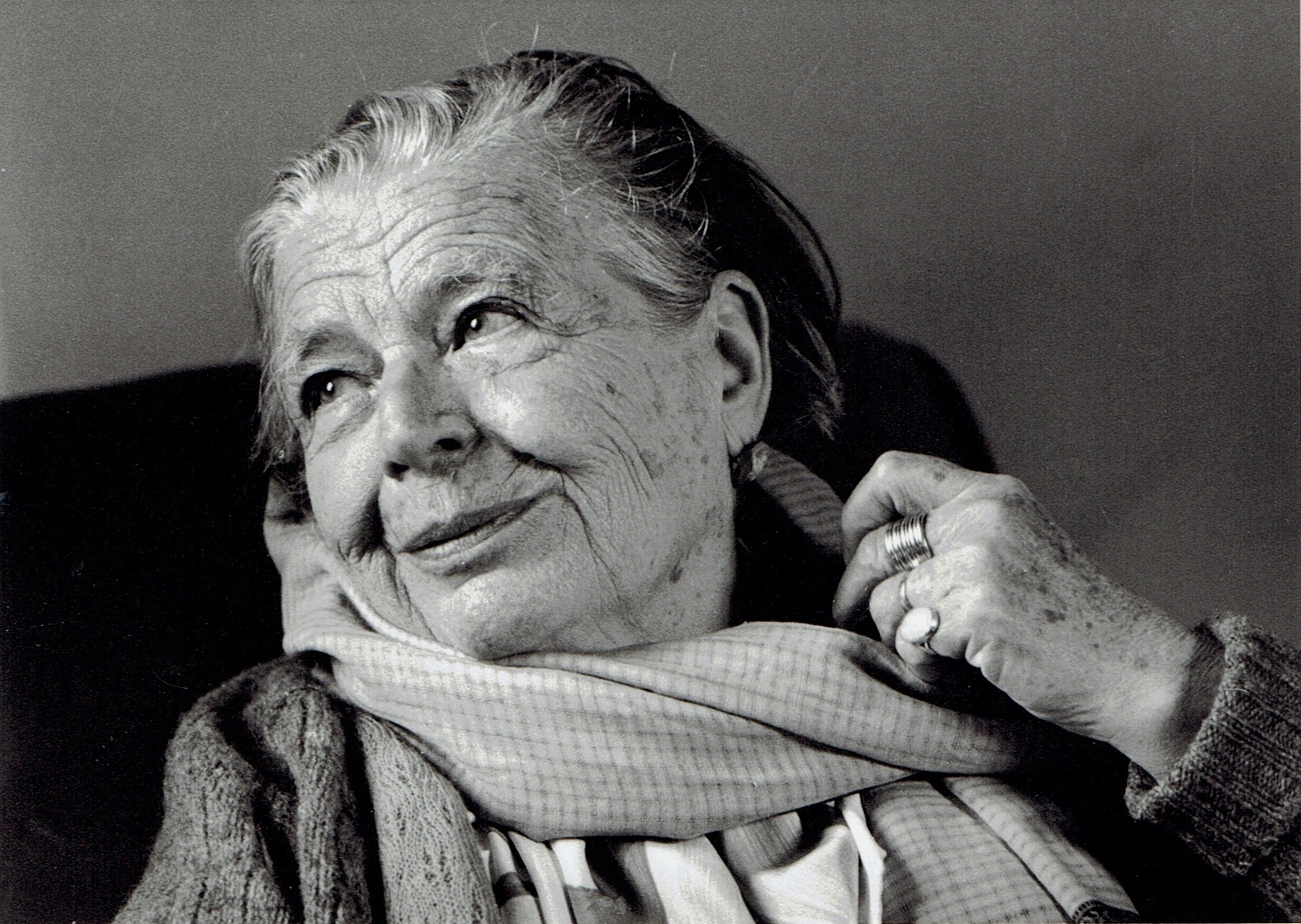
Marguerite Yourcenar im Oktober 1982

Marguerite Yourcenar (* 8. Juni 1903 als Marguerite Antoinette Jeanne Marie Ghislaine Cleenewerck de Crayencour in Brüssel; † 17. Dezember 1987 in Northeast Harbor, Maine) war eine französische Schriftstellerin. 1947 wurde sie Bürgerin der USA. Sie wurde mit dem Prix Femina und dem Erasmuspreis ausgezeichnet und war die erste Frau, die in die Académie française aufgenommen wurde.

## Lebensstationen
Seit ihren frühen Jahren war Yourcenars Leben von häufigem Ortswechsel und Reiseaktivitäten geprägt, die von ihrem Vater ausgingen. Zur dauerhaften Bleibe wurde ihr 1951 ein Haus an der Küste Maines auf der Isle des Monts Déserts (Insel der kahlen Berge), das sie mit ihrer Lebenspartnerin Grace Frick einrichtete. Weite Reisen innerhalb Europas und Amerikas wie auch nach Afrika und Asien unternahm sie aber – oft zu Studienzwecken und Vorträgen – bei jeder sich bietenden Gelegenheit und bis zu ihrem Ende.

### Herkunftsmilieu

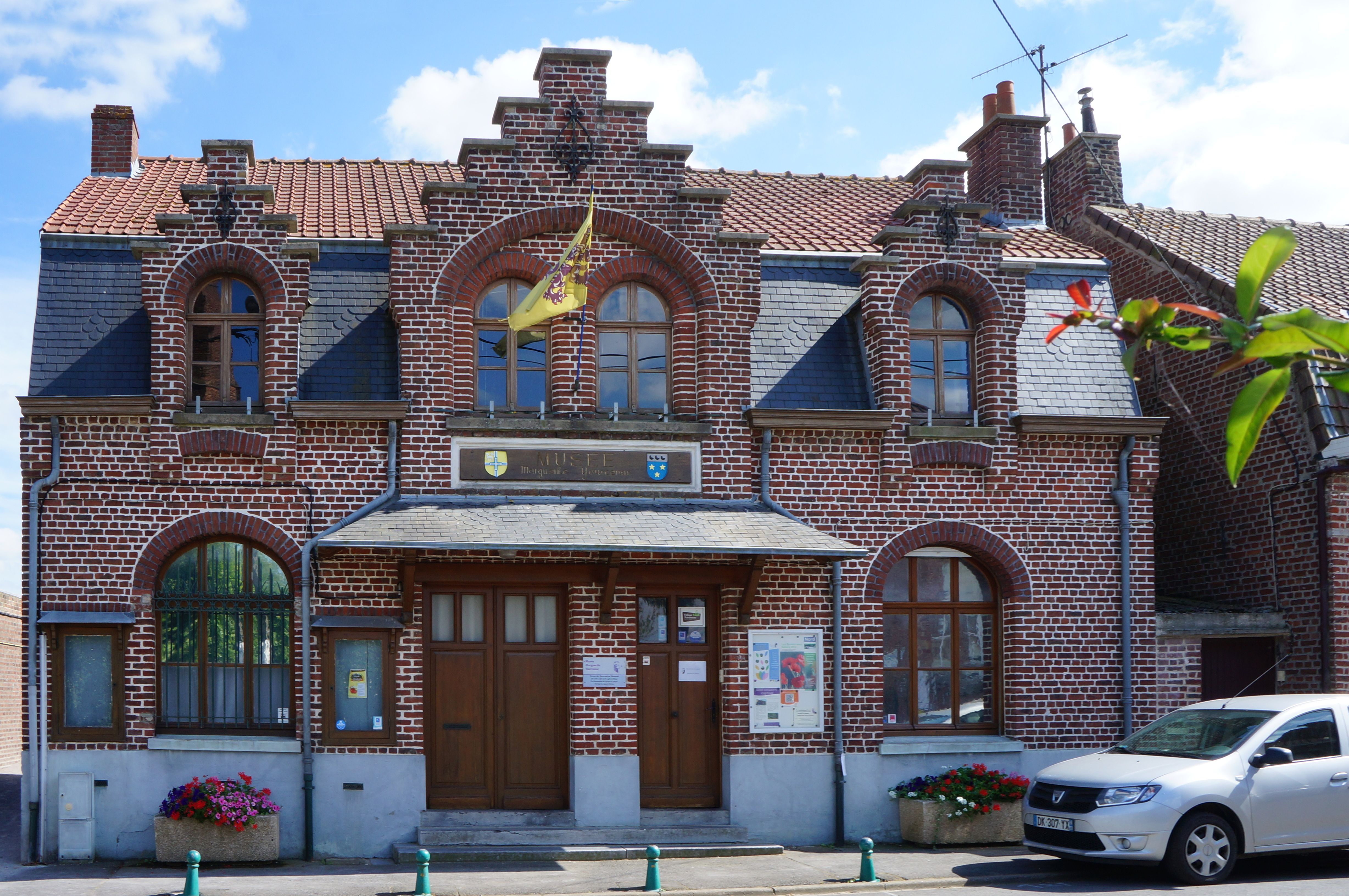
Musée Marguerite Yourcenar in Saint-Jans-Cappel

Marguerite Cleenewerck de Crayencour war die Tochter des aus Bailleul in Französisch-Flandern gebürtigen Michel Cleenewerck de Crayencour und seiner zweiten Frau Fernande, geb. de Cartier de Marchienne. Die Familie des Vaters war großbürgerlicher Herkunft und hatte im 18. Jahrhundert das Lehngut Crayencour bei Terdeghem erworben, dazu 1851 durch die Heirat von Marguerites Großvater Michel Charles Cleenewerck de Crayencour (1822–1886) mit der reichen Großgrundbesitzer-Erbin Noémi Dufresne (1828–1909) einen großen Güterkomplex um das 1824 erbaute Château du Mont-Noir in Saint-Jans-Cappel. Die Mutter stammte aus belgischem Adel, in welchen 1925 auch Marguerites älterer Halbbruder Michel Cleenewerck de Crayencour (1885–1966) als chevalier aufgenommen wurde. Die Mutter Fernande starb noch im Kindbett, weshalb Marguerite von ihrer Großmutter Noémi aufgezogen wurde. Im Winter lebten sie im Hôtel particulier der Familie Dufresne in Lille und im Sommer auf dem Château du Mont-Noir. In den ersten Jahren diente auch die beste Freundin und ehemalige Mitschülerin der verstorbenen Mutter, Jeanne de Vietinghoff, für Marguerite als eine Art ferne Patin, zu der ihr Vater ein Liebesverhältnis unterhielt.
Ihrem Vater Michel de Crayencour, einem Doktor der Jurisprudenz und Träger der Palmes académiques, verdankte Yourcenar maßgebliche Impulse für ihre geistige Entwicklung und für ihren Werdegang, auch wenn er für seine Tochter wegen eines ausgiebigen Gesellschafts- und Nachtlebens nur bedingt Zeit fand. Als Zwölfjährige in Paris begann Marguerite, sich mehr und mehr die väterliche Bibliothek zu erschließen, u. a. mit Werken von Joris-Karl Huysmans, Gabriele D’Annunzio, Leo Tolstoi, Platon, Vergil sowie mit Au-dessus de la mêlée von Romain Rolland, von dem Yourcenar später sagte, es sei ihre „erste Erfahrung im Denken gegen den Strom“ gewesen: bezüglich des Ersten Weltkriegs „ein erfrischender Luftzug in der Atmosphäre eines erstickenden Chauvinismus“.
Staatliche Schulen besuchte Marguerite nicht; altgriechischen Sprachunterricht erteilte ihr ein Privatlehrer, Italienisch brachte sie sich selbst bei und vervollständigte ihre Bildung – wohl von Platon inspiriert nicht zuletzt in Mathematik – bei wechselnden Hauslehrern. Ihr Vater ruinierte sein Vermögen unterdessen beim Glücksspiel, blieb aber im Austausch mit Marguerite hinsichtlich ihrer literarischen Interessen. Beide lasen einander gern vor, etwa Vergil in Latein, Homer auf Griechisch, Henrik Ibsen, Friedrich Nietzsche und Selma Lagerlöf, die Yourcenar lebenslang besonders schätzte. Als Gastprüfung legte sie im Juli 1919 den ersten Teil des Abiturs ab, nur mit der Bewertung „ausreichend“, was ihr die Fortsetzung der Prüfung verleidet haben könnte. Ihrem Vater, der selbst nach literarischen Meriten gestrebt, aber nur die Übertragung der Schrift Das Labyrinth der Welt des Johann Amos Comenius vom Englischen ins Französische veröffentlicht hatte, blieb Yourcenar über dessen Tod hinaus dankbar verbunden und publizierte nach seinem Ableben 1929 als Novelle das erste Kapitel eines von ihm unvollendet hinterlassenen Romans.

### Frühe literarische Ambitionen
Bereits vor ihrem 20. Lebensjahr entwickelte Marguerite Yourcenar weitreichende Vorstellungen davon, was sie im Leben sein und darstellen wollte. Gemeinsam mit Vater Michel bestimmte sie ein Anagramm ihres Familiennamens Crayencour, nämlich Yourcenar, als Nom de plume. Bei ihren Erstveröffentlichungen verrätselte sie zudem ihr Geschlecht, indem sie sich als Marg Yourcenar ausgab.
Josyane Savigneau bezeichnet Yourcenars erste publizierte Gedichte als „bemüht schwülstig und von herkömmlichen Lyrismen geprägt“. Unverkennbar strebte Marguerite jedoch bereits zu Anfang der 1920er Jahre nach einsamer Größe, wie beispielsweise aus folgenden Gedichtzeilen der Ode à la gloire hervorgeht:
„O Winde! Tragt empor mich zu den steilsten Firsten,

Den höchsten Gipfeln künftigen Triumphs!

Trag mich Orkan, entführt mich, Stürme!

Schon lichtet sich das dunkle Firmament:

Ins Land des Stolzes, in das Land der Siege

O Winde! Tragt mich hin!“

### Italien- und Griechenland-Erfahrungen
In den 1920er Jahren erkundete Yourcenar Italien, in den 1930ern Griechenland. Die ersten Italienreisen unternahm sie noch mit ihrem Vater gemeinsam, so 1922 nach Venedig, Mailand und Verona, wo sie den faschistischen Marsch auf Rom erlebte, erster Anstoß zu ihrem Roman Eine Münze in neun Händen. Auch Florenz 1923 und Rom 1924 besuchte sie noch in Begleitung ihres Vaters, ebenso die Villa Adriana, in der sie sogleich den Plan für ein Buch über Kaiser Hadrian fasste. Nach Neapel kam sie im Frühjahr 1925 bereits vor ihrem Vater und blieb über dessen Erstaufenthalt hinaus dort bis in den Herbst hinein, bevor sie für drei Monate nach Rom zurückkehrte. In der zweiten Hälfte der 1920er Jahre nahm ihre Arbeit als Schriftstellerin sie mehr und mehr in Anspruch, sei es mit Artikeln für Zeitungen oder mit Buchveröffentlichungen. Über ihren geschichtsphilosophischen Aufsatz Diagnostic de l’Europe äußert der Kritiker Edmond Jaloux: „Für Madame Yourcenar entwickelt auch Europa eine Art Phosphoreszenz, die sie reizvoll findet und die bereits der Glanz der Auflösung ist.“ Nach dem Erscheinen von Alexis oder der vergebliche Kampf schien es Jaloux wiederum, dass Yourcenar „persönlichen Gefallen an den Ideen von Endzeit und Verfall findet, und daß sie das Greisenalter unserer Welt mit denselben Augen betrachtet, mit denen sie die Jugend ihres Helden beobachtete.“
Nachdem der seit 1929 im Verlag Grasset beschäftigte André Fraigneau in einem Altlastenschrank Yourcenars liegen gebliebenes Pindar-Manuskript aufgefunden und für publikationswürdig erachtet hatte, brachte ihm Yourcenar zusätzlich ihr Manuskript von La nouvelle Euridice, das bei Grasset 1931 noch vor Pindare (1932) erschien. Auf Einladung Fraigneaus unternahm Yourcenar mit ihm, zu dem sie sich leidenschaftlich, aber auf Dauer vergeblich hingezogen fühlte, und mit dem ebenfalls bei Grasset verlegten Arzt und Schriftsteller Gaston Baissette (Hippokrates und der Hippokratismus) 1934 ihre erste Griechenlandreise, 1935 eine weitere, bei der sie von Andreas Embirikos begleitet wurde. Mit Konstantinos Th. Dimaras arbeitete sie 1936 an der Übersetzung von Gedichten des griechischen Lyrikers Konstantinos Kavafis. „Griechenland wurde für Yourcenar ein geistiges und sinnliches Abenteuer“ heißt es bei Gronau, „das sie bis 1939 jedes Jahr mehrere Monate auskostete. Sie entdeckte ihren Körper, dessen erotische Befriedigung sie nach langen Jahren kontrollierten Lebens an der Seite ihres Vaters und disziplinierten Arbeitens für ihre Karriere in einen rauschhaften Zustand versetzte. Und sie entdeckte die noch vorhandenen Zeugen der Antike, sichtbare Überbleibsel einer schöpferischen Welt, deren Mythen sie jetzt noch begieriger war, neu zu gestalten.“
Eine literarische Verarbeitung ihrer Griechenlanderfahrungen legte Yourcenar 1936 in dem Prosagedicht Feux (Feuer) vor. Ihre erotischen Neigungen galten beiden Geschlechtern, kamen aufgrund ihres Habitus bei Frauen aber wohl leichter zum Zuge. Im Februar 1937 lernte sie in Paris die amerikanische Literaturwissenschaftlerin Grace Frick kennen; es war der Beginn eines 40-jährigen Zusammenlebens. Beide Frauen bereisten im selben Jahr diverse Stätten in Italien (Genua, Florenz, Rom, Capri, Sizilien, Venedig, Neapel) und Griechenland (Delphi, Athen, Kap Sunion). Zu den bekannteren, noch vor Ausbruch des Zweiten Weltkriegs erschienenen Veröffentlichungen Yourcenars gehören Nouvelles orientales (Orientalische Erzählungen) und Les Songes et les Sorts (beide 1938) sowie vor allem 1939 Le Coup de grâce (Der Fangschuss). Wenige Tage nachdem England und Frankreich erklärt hatten, sich mit Deutschland wegen des Überfalls auf Polen im Kriegszustand zu befinden, verließ Yourcenar Lausanne und gelangte über Paris mit Hilfe eines fiktiven Arbeitsvertrags für Recherchen in den USA, den ihr der Verleger Gaston Gallimard anbot, trotz bereits verschärfter Ausreisebestimmungen auf einem Frachtschiff im Oktober 1939 von Bordeaux nach New York.

### Zuflucht USA
Aufnahme fand Yourcenar seit ihrer Ankunft in den USA in der Wohnung von Grace Frick, die zu diesem Zeitpunkt am Barnard College lehrte und in einem Gebäude der Columbia University untergekommen war. Ihren Lebensunterhalt bestritt Yourcenar zunächst notdürftig mit kaufmännischen Übersetzungen, kleineren journalistischen Arbeiten und einer Vortragsreise über französische Literatur an verschiedenen amerikanischen Universitäten. Danach folgte sie Frick nach Hartford, wo diese eine Stelle als Studienleiterin am Hartford-Junior-College angetreten hatte. Ihre ärgsten finanziellen Schwierigkeiten als Exilantin überwand Yourcenar 1942, als sie eine Halbtagsstelle als Französisch-Dozentin am Sarah Lawrence College annahm, 150 Kilometer Bahnfahrt von Hartford entfernt, die sie zwischen beiden Stätten pendelnd bis 1953 innehatte. Im Jahr 1947 nahm sie die Staatsbürgerschaft der Vereinigten Staaten an.

### Erfolgsschlüssel Hadrian
Nach eigener Darstellung völlig unverhofft fand Yourcenar 1949 zu einem Projekt zurück, das sie gar nicht mehr bewusst verfolgt hatte: die eigene literarische Gestaltung von fiktiven Lebenserinnerungen des römischen Kaisers Hadrian. Den neuerlichen Anstoß dazu erhielt sie, als ihr Ende 1948 ein seinerzeit im Hotel in Lausanne zurückgelassener Koffer zugestellt wurde, der neben nachzuverzollendem Silberbesteck aus familiärem Erbe sowie alten Briefen, die sie großteils im Kamin verbrannte, vergessene Teile eines Hadrian-Manuskripts enthielt, beginnend mit der Anrede „Mein lieber Marcus“. Erst allmählich wurde Yourcenar nach eigenem Bekunden klar, dass damit kein entfernter Freund oder Verwandter gemeint war, sondern – als Auftakt ihres Manuskriptfragments – Mark Aurel. „Von diesem Augenblick an ging es nur noch darum, dieses Buch neu zu schreiben, koste es, was es wolle.“
Im Februar 1949 begann Yourcenar – auf einer zweitägigen Bahnreise über Chicago nach Santa Fé während der Universitätsferien – mit der Neuschrift der Memoiren Hadrians (Ich zähmte die Wölfin. Die Erinnerungen des Kaisers Hadrian – Originaltitel: Mémoires d’Hadrien) und widmete dieser in der Folge praktisch ihre ganze Freizeit. Zu Herangehensweise und Ergebnis ihrer Arbeit an dem Werk bemerkte sie: „Manchmal, bevor ich mich an die Arbeit machte, schrieb ich ein oder zwei Stunden lang griechisch, um mich Hadrian zu nähern“; und an anderer Stelle: „Dieses Buch ist die Verdichtung eines riesigen Werkes, das ich für mich allein erarbeitete. Ich hatte mir die Gewohnheit zugelegt, Nacht für Nacht fast automatisch das Ergebnis dieser langen, willentlich hervorgerufenen Visionen niederzuschreiben, durch die ich mich ins Innerste einer anderen Zeit versetzte. Die mindesten Wörter, die mindesten Gesten, die unmerklichsten Nuancen wurden notiert; Szenen, die in der Endfassung zwei Zeilen einnehmen, spielten sich in unendlicher Länge, wie in Zeitlupe, ab.“

### Schaffensort „Petite Plaisance“
Noch vor dem Erscheinungstermin der Hadrian-Memoiren erwarben Grace Frick und Yourcenar im September 1951 ein Cottage auf der Isle des Monts Déserts im US-Bundesstaat Maine, das sie zur eigenen Nutzung umbauten und einrichteten, einschließlich zweier Gästezimmer. Zu dem Anwesen gehörte ein etwa ein Hektar großer, nicht umzäunter Garten, umstanden von Ahornbäumen, Eichen und Birken. Um den stark verwilderten Garten kümmerte sich zunächst hauptsächlich Grace Frick mit der Anlage von Wegen und der Kultivierung von Nutzpflanzen und Obstbäumen, Gartenarbeiten, deren sich dann auch Marguerite Yourcenar vermehrt annahm. Hauptsächlich aber war „Petite Plaisance“, wie das Cottage auch im Gedenken an Samuel Champlain, den französischen Entdecker der „Insel der kahlen Berge“, genannt wurde, die Werkstatt der Schriftstellerin Yourcenar und ihrer sie vielfältig unterstützenden Lebensgefährtin.
Das Arbeitszimmer enthielt zwei aneinander gestellte Schreibtische; beide Frauen saßen sich bei der Textarbeit gegenüber. Über Grace Fricks Bedeutung für Yourcenars Werk hat sich diese am deutlichsten in ihren Notizen zur Entstehung der Hadrian-Memoiren geäußert: Im Erlebnis eines gelungenen Buches oder eines geglückten Schriftstellerdaseins müsse zuweilen jemand da sein, „der keinen ungenauen oder schwachen Satz durchgehen läßt, den wir aus Müdigkeit beibehalten wollten; jemand, der mit uns wenn nötig zwanzig Mal eine fragwürdige Seite durchliest; jemand, der uns aus den Regalen der Bibliotheken die dicken Bände holt, in denen wir vielleicht einen nützlichen Hinweis finden, und der hartnäckig darauf besteht, daß wir nochmals anfangen, in ihnen zu suchen, nachdem wir sie schon erschöpft aus der Hand legen wollten; jemand, der uns stützt, uns zustimmt, manchmal uns bekämpft […]“
Unterbrochen von teils ausgedehnten Reisen, blieb „Petite Plaisance“ der Rückzugs- und Schaffensort für die Werke Yourcenars bis über den Tod der Freundin Grace Frick 1979 hinaus und bis zu ihrem eigenen Lebensende. Befragt zur Wahl dieses einigermaßen abgelegenen Domizils in den USA äußerte Yourcenar 1976 im Rückblick unter anderem: „Ich habe immer die Abgeschiedenheit geliebt. Sollte ich von hier weggehen, würde ich in ein anderes, ähnliches Dorf ziehen. […] Ich lebe hier, wie ich in der Bretagne oder sonstwo leben würde. Meine Lebensentscheidung ist nicht eine Entscheidung für Amerika und gegen Frankreich. Sie gilt einer Welt ohne alle Grenzen.“

### Mit „Zenon“ im Paris der 68er-Bewegung
Nach Teilveröffentlichungen in verschiedenen Zeitschriften und einem zähen Ringen mit Verlagshäusern um den Publikationsort erschien im April 1968 bei Gallimard Yourcenars zweiter Großroman und Welterfolg L’Œuvre au noir (Die schwarze Flamme), der diverse Alltagsaspekte der europäischen Renaissance im 15./16. Jahrhundert anhand der Lebensstationen des Protagonisten Zenon quellennah und facettenreich einfängt. Wie Giordano Bruno als Ketzer zum Tod auf dem Scheiterhaufen verurteilt, nimmt sich Yourcenars zeitlich parallel angesetzter Romanheld Zenon vor der gewaltsamen Verbrennung schließlich selbst das Leben. In einer Rezension des Werkes hieß es über Yourcenar: „Sie versteht es, mit der Genauigkeit alter flämischer Meister Porträts zu zeichnen und Szenarien zu entwerfen, und gleichzeitig bringt sie in großen Linien das Wesentliche.“
Wenige Wochen nachdem L’Œuvre au noir als literarisches Ereignis der Saison in den Buchhandel gekommen war, brach in Paris die Studentenrevolte im Mai 1968 aus, die auch die vor Ort anwesenden Marguerite Yourcenar und Grace Frick intensiv beschäftigte. Beide sammelten in den Straßen von Paris unmittelbare Eindrücke von dem Geschehen. In Interviews zur Aktualität ihrer Romanfigur Zenon befragt, zog Yourcenar deutliche Parallelen zwischen der Aufbruchszeit der Reformation als Hintergrund ihres historischen Romans und den Studentenunruhen des Jahres 1968. Als Verkörperung eines Gegners der Institutionen sei auch ihr Zenon durchaus als Rebell anzusehen. Gesellschaftskritisch äußerte Yourcenar sich über vermeintliche Bedürfnisse von vielen ihrer Zeitgenossen und deren Fixierungen: „Sie halten gewisse Formen des Erfolgs für unverzichtbar: Geldverdienen, Aufsteigen, Dazugehören. Man kann zwar nicht immer das tun, was man möchte, aber es gibt zahllose Fälle, in denen man zwischen zwei Möglichkeiten entscheiden kann.“
1968 war auch das Jahr, in dem sich Yourcenar als dem Tierschutz verbundene Vegetarierin mit einem Brief an Brigitte Bardot wandte, die sie sowohl als Schauspielerin wie auch als Naturschutzengagierte wertschätzte. Mit dem Brief gelang es ihr, Bardot für die sehr erfolgreiche Kampagne gegen die Robbenjagd in Kanada zu gewinnen.

### Erste Frau in der Académie française
Yourcenars letzte gemeinsame Europareise mit der an Brustkrebs erkrankten Lebensgefährtin Grace Frick galt 1971 schwerpunktmäßig Belgien und Holland, wo sie vor allem den Lebensstationen ihrer Herkunftsgeschlechter nachging, um sie in einer Familienchronik literarisch aufzubereiten. Dergestalt sollte ihr unterdessen in der französischen Literaturgeschichte anerkanntes Werk fortgesetzt und abgerundet werden. Zudem half ihr die Arbeit an ihrer Familiengeschichte, so Gronau, die menschlichen Verluste leichter zu ertragen, die ihr Alter mit sich brachte. Auch der durch Metastasenbildung fortschreitende Krebs hielt Frick nicht davon ab, obwohl selbst zunehmend pflegebedürftig, ihre organisatorisch unterstützende Rolle für Yourcenar in „Petite Plaisance“ bis in ihr letztes Lebensjahr 1979 aufrechtzuerhalten und unterdessen noch die Übertragung von L’Œuvre au noir ins Englische nach zehn Jahren Arbeit 1976 akribisch zu vollenden.
Bereits im Januar 1978 hatte ihr Verleger Gaston Gallimard Yourcenar auf Mount Desert Island angerufen und sie im Namen eines breiten Unterstützerkreises gebeten, sich um die Aufnahme in die Académie française zu bewerben – als erste Frau seit Gründung der Akademie unter Richelieu im Jahr 1635. Eigene Schritte für eine Bewerbung zu unternehmen, lehnte Yourcenar strikt ab; sollte man sie aber für den frei gewordenen Akademiesitz ohne ihr Zutun vorsehen, werde sie das nicht zurückweisen. Die Vorbehalte seitens mancher Akademie-Mitglieder gegenüber Yourcenar als künftigem weiblichem Mitglied richteten sich teils gegen ihre Geschlechtszugehörigkeit, teils aber auch gegen ihr Werk, an dem man gerade deshalb Anstoß nahm, weil es etwa im Hinblick auf Zenon und Kaiser Hadrian für eine Frau allzu männlich akzentuiert sei. Andererseits hieß es 1980, Staatspräsident Valéry Giscard d’Estaing stehe hinter einer Berufung Yourcenars in die Académie française, weil ihm ein solches Eintreten für die Gleichberechtigung der Frauen bei der für das Folgejahr angestrebten Wiederwahl nützen könnte. Justizminister Alain Peyrefitte räumte das formale Hindernis aus, dass Yourcenar zu diesem Zeitpunkt die französische Staatsbürgerschaft nicht mehr besaß, indem er kurzerhand anordnete, dass ihr zur amerikanischen Staatsbürgerschaft ergänzend ihre französische zurückgegeben wurde.
Innerhalb der Akademie war es Jean d’Ormesson, der sich für die Aufnahme dieses ersten weiblichen Mitglieds starkmachte. Darin einig wusste er sich mit dem im Dezember 1978 verstorbenen Akademie-Mitglied Roger Caillois, einem Bewunderer von Yourcenars Werk, der wiederum ihre Wertschätzung hatte und dessen Sitz sie fortan übernehmen sollte. Für D’Ormesson handelte es sich nach eigenem Bekunden folglich nicht darum, „die Sache der Frauen“ voranzutreiben, sondern die geeignete Nachfolgerin durchzusetzen, die damit den Vorzug etwa vor Raymond Aron und Louis Aragon erhielt. Am 6. März 1980 wurde Yourcenar ebenso wie Michel Droit – im Rahmen eines Kuhhandels aus der Sicht mancher Betrachter – zum Mitglied der Académie française gewählt. Nach ihrer Antrittsrede am selben Tag überließ Yourcenar die erlauchte Herrenrunde der „Unsterblichen“ allerdings wieder sich selbst. „Ich bin einmal hingegangen“, ließ sie auf Fragen verlauten. „Das sind alte kleine Jungen, die sich am Donnerstag unter sich amüsieren. Ich glaube, eine Frau hat dabei nicht viel zu suchen.“

### Reisende bis zum Lebensende
Grace Fricks Ableben hatte in „Petite Plaisance“ eine Leere entstehen lassen, der sich Yourcenar nicht auf Dauer aussetzen mochte, auch wenn sie an dieser langjährigen Bleibe bis zu ihrem Lebensende festhielt. Bereits im Mai 1978 war im Zuge einer Filmreportage für das französische Regionalfernsehen über die berühmte Autorin der perfekt Französisch sprechende 29-jährige Südstaaten-Amerikaner und Fotograf Jerry Wilson in Begleitung von Maurice Dumay zu Dreharbeiten im Anwesen Grace Fricks und Yourcenars. Beide fanden an Wilson Gefallen; und noch vor Graces Tod suchte Yourcenar brieflich Kontakt zu ihm, der alsbald in vieler Hinsicht als Yourcenars Lebenspartner an die Stelle Grace Fricks trat, wenngleich dieses neue Verhältnis sich deutlich spannungsreicher gestaltete.
Gemeinsam mit Wilson nahm Yourcenar ihre weiträumigen Reiseaktivitäten wieder auf, darunter im Januar/Februar 1981 eine lange geplante Ägyptenreise zu markanten Orten in der Biographie Kaiser Hadrians. Durch das Ägyptische Museum von Kairo wurde die Achtundsiebzigjährige vom Bibliothekar des Institut français d’archéologie orientale Jean-Pierre Corteggiani geführt, der sie danach auch zu den Ruinen von Antinoupolis brachte, dem Ort, wo Antinoos, der junge Geliebte des Kaisers aus dem Leben geschieden war und den Hadrian zum Erinnerungsort und zum Zentrum eines Kultes um diesen anhaltend betrauerten Menschen gemacht hatte. Während die Sommermonate jeweils der Fortsetzung ihrer schriftstellerischen Arbeit in „Petite Plaisance“ gewidmet waren, erfüllte sich Yourcenar im Winterhalbjahr weitere außereuropäische Reisewünsche: 1982 nach Japan, wo sie während des mehrmonatigen Aufenthalts unter anderem Fünf moderne Nō-Spiele von Yukio Mishima gemeinsam mit dem Japaner Jun Shiragi übersetzte. Thailand und Indien bereiste sie 1983, wiederum in Begleitung von Jerry Wilson; und im Jahr 1984 starteten beide eine Fotosafari nach Kenia, die nach einem Verkehrsunfall, bei dem beide von einem Auto angefahren wurden, mit einem fünfwöchigen Aufenthalt Yourcenars in einem Krankenhaus in Nairobi endete.

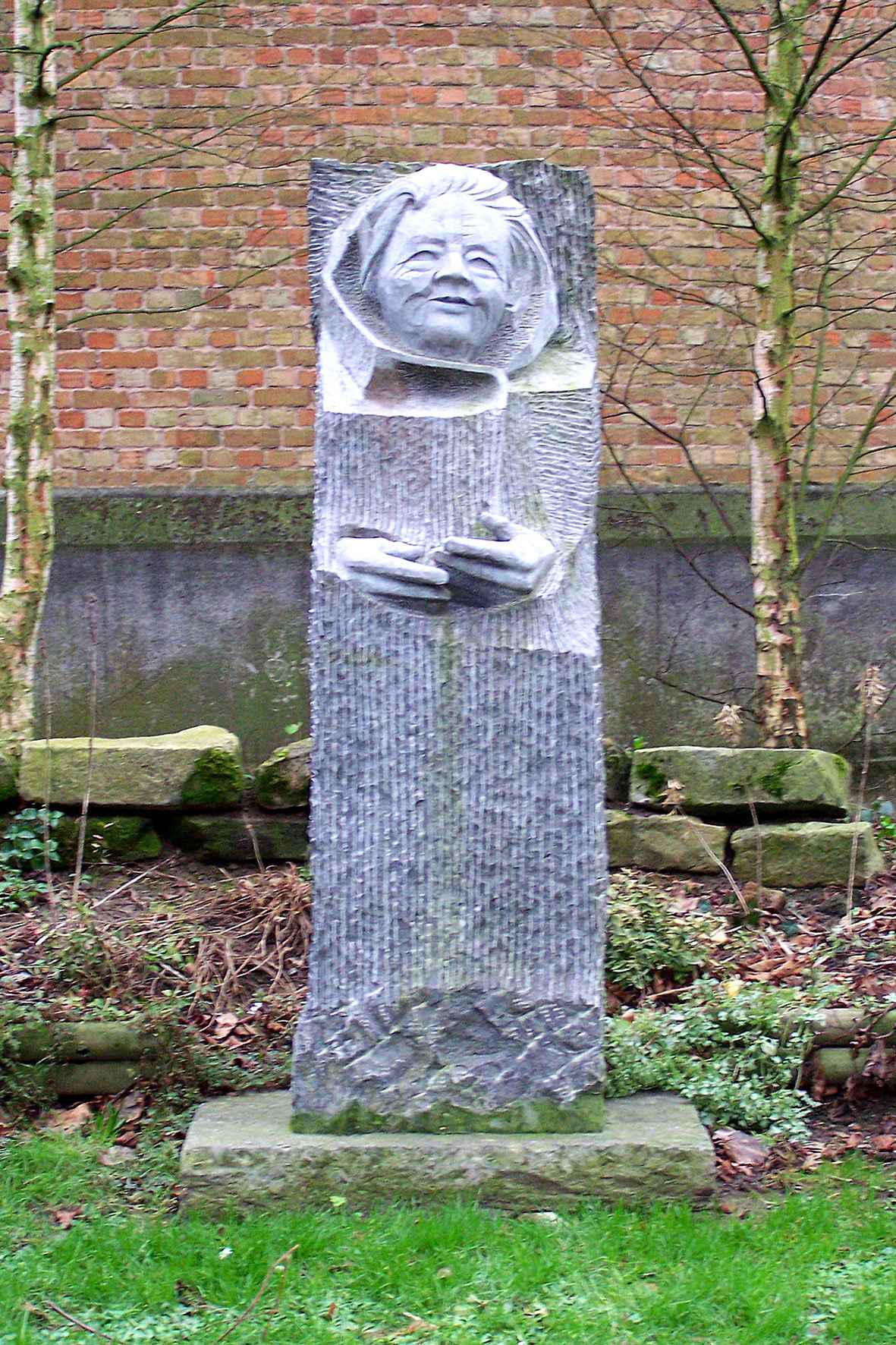
Büste in Bailleul

Auf der zweiten Indienreise, die Yourcenar 1985 mit Jerry Wilson und dessen neuem Bekannten Daniel zu dritt unternahm, brach bei Wilson eine AIDS-Erkrankung aus, die nach fünf Monaten zum Abbruch der Reise führte. Während Wilson zunächst in den USA und anschließend in einem Pariser Krankenhaus behandelt wurde, erlitt Yourcenar im September 1985 einen Herzanfall und musste sich anschließend einer Herzoperation im Massachusetts General Hospital unterziehen, von der sie sich in „Petite Plaisance“ nur langsam erholte. Nachdem Wilson im Februar 1986 verstorben war, reiste sie gegen ärztlichen Rat erneut nach Europa und verbrachte den Winter 1986/87 mit einem Wilson-Freund und -Fotografenkollegen in Marokko. In Lebensquellen, dem zweiten Band ihrer Familiengeschichte hatte sie in Aussicht gestellt: „Sofern mir noch genügend Kraft und Zeit gewährt sind, werde ich vielleicht weitermachen bis zum Jahr 1914, zum Jahr 1939, bis zu dem Augenblick, da mir die Feder aus der Hand fällt.“ Am 8. November 1987 erlitt sie einen Schlaganfall, von dem sie sich nicht mehr erholte; sie starb vierundachtzigjährig am 17. Dezember.

## Werkaspekte
Neben ihren eigenen Romanen, Essays, Theaterstücken und Artikeln veröffentlichte Marguerite Yourcenar Übersetzungen von Romanen, Gospels und Kindergeschichten aus Indien vom Englischen sowie von altgriechischen Gedichten ins Französische.

### Selbstverständnis als Schriftstellerin und Übersetzerin
Charakteristische Merkmale von Yourcenars literarischem Schaffen waren die Intensität der Auseinandersetzung und wiederkehrende Beschäftigung mit den Stoffen, die Gegenstand ihrer Publikationen waren. Auch von ihren bevorzugten Lektüren sagte sie, dass sie häufig mehrfach auf sie zurückkam, auch wenn sie sich keineswegs als bloße „Heimarbeiterin“ betrachtete, die von morgens bis abends im Bücherstudium versank. Doch hielt sie es mit einer bereits im antiken Griechenland gewonnenen Erkenntnis, dass die Vergangenheit in ihrer zeitlichen Ausdehnung die Gegenwart allemal überwiegt, und sah schon deshalb im vielen Lesen eine wertvolle Orientierung bei der Anverwandlung eines Stoffes. So habe sie schließlich den Bildungsgang Kaiser Hadrians rekonstruiert. „Ich habe mir nicht gesagt: ‚Du mußt über Hadrian schreiben und dich über das informieren, was er dachte.‘ Ich glaube, mit dieser Methode kommt man nicht weit. Ich glaube, man muss sich mit einem Thema so lange vollsaugen, bis es aus einem hervorsprießt, wie eine sorgfältig gegossene Pflanze.“
Nach der Erstveröffentlichung der Hadrian-Memoiren ist das Werk in vielen Neuauflagen erschienen, die von Yourcenar jeweils noch einmal durchgesehen wurden. Für die 43. Auflage etwa schickte sie dem Plon-Verlag jeweils eine Liste der Vorschläge des Korrektors, die sie billigte, sowie eine „ungleich wichtigere“ der Vorschläge, die sie mit jeweils ausführlicher Begründung ablehnte.

„Im allgemeinen halte ich es für äußerst wichtig, dass der Schriftsteller bei größtmöglicher Beachtung des geläufigen Sprachgebrauchs, sich die Freiheit bewahrt, willentlich davon abzuweichen, wo er es für unerläßlich hält. […] Das alles ist sehr ernst gemeint, denn einer der Gründe für die Existenz des Schriftstellers besteht in seinem Kampf gegen einen gewissen oberflächlichen Sprachkonformismus, der, wenn er als Glaubensartikel akzeptiert wird, den subtilen und komplexeren Gesetzen zuwiderläuft und schließlich unter dem Vorwand der Vereinheitlichung zur Verarmung des Französischen beiträgt.“

Die öfters gestellte Frage nach dem Anteil autobiographischer Elemente in ihrem Werk beantwortete Yourcenar mit der Formel: „überall diffus und nirgends direkt. Ein Romancier, der dieses Namens würdig ist, stellt seine Substanz, sein Temperament und seine Erinnerungen in den Dienst von Figuren, die nicht er selbst sind.“ Fiktion und Realität gingen für sie eine so homogene Verbindung ein, „daß es dem Autor bald unmöglich wird, sie voneinander zu trennen, sie bilden eine so festgefügte Einheit, daß der Autor ein fiktives Faktum so wenig ändern kann wie ein reales, ohne dabei die Realität zu verfälschen oder deren Echtheit zu zerstören.“
Auch bei Übersetzungen setzte Yourcenar eigene Akzente, wie Konstantinos Dimaras bezeugte, der mit ihr an der Übersetzung von Gedichten des griechischen Lyrikers Konstantinos Kavafis gearbeitet hatte. Während er selbst auf möglichst wortgetreue Präzision geachtet habe, sei sie für elegante Abweichungen („belles infidèles“) eingetreten und ausschließlich für das, was sie als gutes Französisch betrachtete. Letztlich habe sie mit ihrer Art der Übersetzung nicht die besondere Stimmung von Kafavis Poesie getroffen: „eher das Werk einer großen französischen Stilistin als das Werk eines griechischen Dichters.“ Für Yourcenar waren Schreiben und Übersetzen eins, wie sie mehrfach bekundete. Eine gute Prosaübersetzung konnte aus ihrer Sicht nicht wortgetreu sein: „die Wortstellung, die Grammatik, die Syntax, ganz zu schweigen vom Einfühlungsvermögen des Übersetzers stehen dem entgegen.“

### Markante Publikationen der Zwischenkriegszeit
Erste Aufmerksamkeit, wenn auch keinen Verkaufserfolg, erzielte die noch unter dem Pseudonym Marg Yourcenar agierende junge Schriftstellerin 1929 mit Alexis oder der vergebliche Kampf (Alexis ou le Traité du vain combat). Nachdem der Verlag Gallimard die Publikation abgelehnt hatte, erschien die Novelle im Verlag Au Sans Pareil und war nach dem Eindruck des Lektors von André Gide beeinflusst. Dabei geht es um das in Briefform geschriebene Bekenntnis eines renommierten Musikers, der seiner Frau seine Homosexualität gesteht und sich, ringend mit dem Bedürfnis nach Wahrheit, von ihr trennt. Die Figur der Monique ist von Jeanne de Vietinghoff inspiriert, in die Marguerites Vater Michel sich verliebt hatte, und die Figur des Ich-Erzählers von deren Mann, dem Pianisten Conrad von Vietinghoff. In einer Rezension beschrieb Edmond Jaloux Yourcenars Stil als eine Stimme, „die bis tief in das Bewusstsein dringt und Fasern in uns berührt, die nur große Schriftsteller bis zu diesem Punkt zu erschüttern vermögen.“
Bereits 1926 hatte Yourcenar dem Verleger Bernard Grasset ein annähernd 400 Seiten starkes Manuskript mit einer Biographie über den griechischen Dichter Pindar übergeben, das dieser unter dem Titel Pindare aber erst 1932 drucken ließ. Während Yourcenar selbst sich später von diesem Frühwerk distanzierte, würdigte der Literaturwissenschaftler Karl Fehr es noch ein halbes Jahrhundert nach dem Erscheinen als „in erstaunlich klarem Stil geschrieben“ und als rundes Porträt, das sich seinem Gedächtnis „unauslöschlich einprägte“.
1936 veröffentlichte Yourcenar – vor dem Hintergrund ihrer Griechenland-Erlebnisse mit André Fraigneau und Andreas Embirikos – ebenfalls bei Grasset das Prosagedicht Feuer, und zwar in Form von neun auf griechische Mythen zurückgreifenden lyrischen Prosatexten, die sie im Vorwort ausdrücklich als Umsetzung einer persönlichen Erfahrung bezeichnete: „Die Autorin hat Gedanken, die für sie Theoreme der Leidenschaft waren, vermischt mit Geschichten, die diese Lehrsätze veranschaulichen, erklären, beweisen und oft maskieren.“  Die Literaturkritikerin Émilie Noulet bemerkte darin Stärken und Schwächen, doch funkele, was darin schön sei, in „hartem und wildem Glanz“. Das Werk sei nicht vollkommen, „aber immer überströmend“.
In dem 1939 erschienenen Kurzroman Der Fangschuss (Le Coup de grâce) behandelte Yourcenar wie bereits im Alexis – doch diesmal vor dem zeitgeschichtlichen Hintergrund des Kampfes zwischen revolutionären Rotgardisten und deutschnationalen Freikorps im Zuge der Russischen Revolution – eine Dreier-Personenkonstellation auf einem Schloss in Kurland, bestehend aus einer Frau (Sophie), deren Bruder (Konrad) und dem zu diesem Bruder homoerotisch hingezogenen Erich von Lhomond, den Sophie leidenschaftlich, aber vergeblich begehrt, bis sie sich schließlich auf die Seite der Rotgardisten schlägt und zuletzt, wie von ihr gewünscht, von Erich den „Gnadenschuss“ erhält. In französischen Kritiken wurde diesem Personendrama mit wiederum stark autobiographischen Bezügen klassischer Rang auf der Gegenwartsebene zugesprochen: „Diese glühende und eiskalte Erzählung besitzt die Grausamkeit, die Gedrängtheit und die Reinheit der Form einer Tragödie von Racine.“

### Welterfolge in der zweiten Hälfte des 20. Jahrhunderts
Mit der fiktiven Autobiografie des römischen Kaisers Hadrian gelang Marguerite Yourcenar der internationale Durchbruch. Im Dezember 1951 ausgeliefert, erfuhren die Memoiren Hadrians zahlreiche Neuauflagen und Übertragungen in andere Sprachen. Der Verlag Plon verkaufte bis 1958 100.000 Exemplare, Gallimard anschließend bis 1989 sogar 900.000 Exemplare der französischen Ausgabe. Der Tenor der Kritiken war einhellig positiv, auch wenn von Wissenschaftlern einzelne Faktenirrtümer moniert wurden. Jules Romains schrieb der Autorin eine Lobeshymne, in der es über ihr Buch unter anderem hieß: „Ich habe in ihm die verschiedensten Qualitäten gefunden: eine erstaunlich kraftvolle und hohe Gedankenführung, ein aufs äußerste ausgeprägtes psychologisches Einfühlungsvermögen; einen Stil von fast durchgehender Perfektion und Treffsicherheit.“
Wie bei den Hadrian-Erinnerungen knüpfte Yourcenar in Die schwarze Flamme bei der Darstellung des Alchimisten, Arztes und Philosophen Zenon an Vorarbeiten aus den 1920er Jahren an. Betätigungsfelder, Reisen und Reflexionen der Hauptfigur waren prominenten Persönlichkeiten des 15./16. Jahrhunderts abgewonnen, unter anderen Paracelsus, Nikolaus Kopernikus und Giordano Bruno. Den Werkanmerkungen Yourcenars zufolge verknüpften „zahlreiche Nahtstellen den erdachten Philosophen mit diesen authentischen Persönlichkeiten, die in gewissen Abständen in diesem gleichen Jahrhundert gewirkt haben, wie auch mit einigen anderen, die in denselben Ortschaften gelebt, den gleichen Abenteuern nachgejagt oder die gleichen Ziele zu erreichen versucht haben.“
Bereits drei Monate nachdem der Roman im April 1968 mit einer Auflage von 25.000 Exemplaren erschienen war, wurden im Juli weitere 15.000 Bücher nachgedruckt. Kritiker sprachen mit wenigen Ausnahmen von einem Meisterwerk. Patrick de Rosbo hob in der Figur des Zenon eine „prophetische Strenge“ des „zeitlosen und paradoxerweise unserer Zeit so nahen Bildes“ dieser Figur hervor. José Cabanis bescheinigte dem Werk neben Stärken einen Mangel an Wärme. Letztere wünschte sich auch Edith Thomas in La Quinzaine littéraire, die aber auch befand: „Marguerite Yourcenar schreibt gut, in vollendet klassischer Manier, die sich von dem heute praktizierten Gestammel unterscheidet. Sie versteht es, Portraits zu zeichnen, Szenarien mit der Präzision der alten flämischen Meister hinzustellen, das Wesentliche in großen Strichen zu schildern.“

Wappen der Familie Cleenewerck de Crayencour

Die letzte Phase ihres schriftstellerischen Lebens widmete Marguerite Yourcenar in einem umfangreichen, dreibändigen Werk unter dem Titel Le Labyrinthe du monde (das Labyrinth der Welt) hauptsächlich dem familiären Gedenken. Das lag, wie sie betonte, nicht an einer besonders engen Beziehung zu ihren Ahnen, sondern an der grundmenschlichen Erfahrung, die sie mit ihrer Familiengeschichte in den Händen hielt und somit in Historiker-Manier aus der Nähe studieren konnte. Dennoch waren diese Familienbilder, wie einige Kritiker bemerkten, in einem wärmeren Ton gezeichnet als frühere Werke. Sie schaffe ein neues Genre, „in dem ihr Schriftstellertalent prunkvoll die Wandlung der Genealogie in Literatur vollzieht“, urteilte Jacqueline Piatier in Le Monde. François Nourissier schrieb begeistert: „Das ist prall, das ist rund und subtil, klangvoll und nobel, hier und da gewürzt mit einem seltenen, grausamen Wort, bewundernswert ausgewählt unter allen möglichen Wörtern, ein Wort, das in uns eindringt wie eine Klinge.“
Fast noch größeres Interesse als in Frankreich erregte Yourcenars erst zehn Jahre später (1984) in Deutschland erschienener erster Band der Familiendarstellung laut Gronau. Hanns Grössel verwies in seiner Besprechung auf mehrfache Querverweise zwischen Vergangenheit, Gegenwart und Zukunft, die Yourcenar bei ihren Familienerkundungen mit besonderer Vorliebe aufspüre. „Sie bestärken sie in einem Lebensgefühl, das von einer wesenhaften Ambivalenz geprägt ist: einerseits stellt sie das Individuum in seiner Einmaligkeit über alles; andererseits weiß sie genau, wie tief es in die Ketten der Geschlechter, in das ‚Netz‘ (réseau) verfangen bleibt.“ Nino Erné befand: „Nicht in der Gesamtkomposition, aber in den Höhepunkten, hat, so scheint mir, diese Prosadichterin mehr erreicht als je zuvor.“

## Ehrungen und Gedenkstätten
Yourcenar erhielt viele Preise und Ehrungen. 1970 wurde sie in die Königliche Akademie der französischen Sprache und Literatur von Belgien aufgenommen. Am 6. März 1980 wurde sie als erste Frau in die renommierte Académie française gewählt. 1982 wurde sie in die American Academy of Arts and Letters und 1987 in die American Academy of Arts and Sciences gewählt. Außerdem erhielt sie 1983 den Erasmuspreis, der mit 100.000 holländischen Gulden dotiert war, und insgesamt drei Ehrendoktor-Titel, darunter den der Harvard University. Ihr Werk wurde in viele Sprachen übersetzt. Es gibt einige Yourcenar-Biografien mit Übersetzungen in andere Sprachen, eine Fülle von Einzelartikeln zu verschiedenen Teilaspekten ihres Werks und ihres Lebens sowie mehrere Forschungsinstitute in Europa und in den USA, die sich mit ihr und ihrem Werk beschäftigen. Im Dezember 1996 wurde der Asteroid (7020) Yourcenar nach ihr benannt. Sie ist Namensgeberin des seit 2015 existierenden Prix Marguerite-Yourcenar, der jährlich von der Société civile des auteurs multimédia (Scam) vergeben wird und mit 8000 € dotiert ist. Zu den Preisträgern gehören Hélène Cixous (2016), Annie Ernaux (2017) und Jean Echenoz.

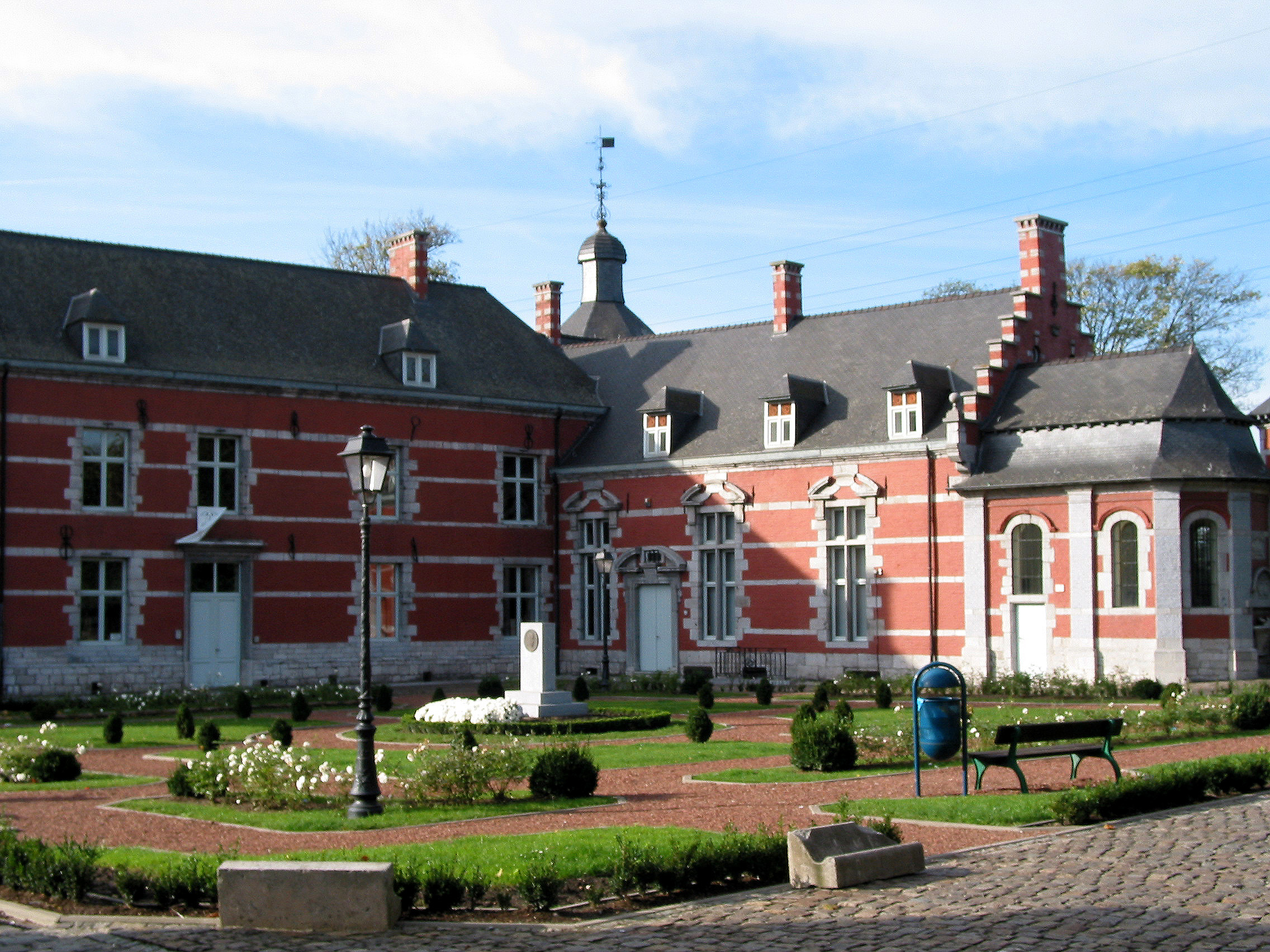
Gedenkstele vor dem Château Bilquin-de Cartier

An der Stelle des im Ersten Weltkrieg zerstörten Elternhauses der Schriftstellerin, des Château du Mont-Noir in Saint-Jans-Cappel, errichtete der Industrielle Henri Coisne Dansette ab 1930 eine Villa im neo-normannischen Stil, die vom Conseil départemental du Nord erworben und 1997 als «Centre de résidence d’écrivains européens» (Zentrum für europäische Schriftsteller) unter dem Namen Villa Marguerite-Yourcenar eingerichtet wurde. Im Ortszentrum war bereits 1985, unter Beteiligung der Dichterin, das Musée Marguerite-Yourcenar mit Dokumenten und Erinnerungsstücken eingerichtet worden. In Paris wurde eine Bücherei, die Médiathèque Marguerite-Yourcenar, nach ihr benannt. Auf dem Hof des Château Bilquin-de Cartier, dem Elternhaus ihrer Mutter in Marchienne-au-Pont, wurde eine Gedenkstele für sie errichtet, ebenso im Herkunftsort ihrer Familie in Bailleul vor der Kirche Saint-Vaast. Am 8. Juni 2020, ihrem 117. Geburtstag, wurde Yourcenar mit einem Google Doodle geehrt.

## Werke
- Le Jardin des Chimères, Paris 1921.
- Les Dieux ne sont pas morts, Paris 1922.
- Alexis ou le Traité du vain combat, Paris 1929.
  - Alexis oder der vergebliche Kampf, deutsch von Peter Gan, Hanser, München 1993, ISBN 978-3-446-14295-4.
- La Nouvelle Eurydice, Paris 1931.
- Pindare, Paris 1932.
- Denier du rêve, Paris 1934, überarbeitet 1958–59.
  - Eine Münze in neun Händen, deutsch von Rolf und Hedda Soellner, Hanser, München 1987, ISBN 978-3-446-14293-0.
- La Mort conduit l’attelage, Paris 1933.
- Feux, Paris 1936.
  - Feuer, deutsch von Rolf und Hedda Soellner, Hanser, München 1996, ISBN 978-3-446-14292-3.
- Nouvelles orientales, Paris 1938 (Revidierte und erweiterte Neuausgabe 1978).
  - Orientalische Erzählungen, deutsch von Anneliese Botond, Frankfurt, Insel, 1964 (die Neuausgabe deutsch von Anneliese Botond und Gerda Keller, Suhrkamp, Frankfurt am Main 1988, ISBN 978-3-518-01985-6).
- Les Songes et les Sorts, Paris 1938.
- Le Coup de Grâce, Paris 1939.
  - Der Fangschuss, deutsch von Richard Moering, Hanser, München 1986, ISBN 978-3-446-14294-7 (1976 verfilmt von Volker Schlöndorff, mit Matthias Habich und Margarethe von Trotta in den Hauptrollen).
- Mémoires d’Hadrien, Paris 1951.
  - Ich zähmte die Wölfin. Die Erinnerungen des Kaisers Hadrian, deutsch von Fritz Jaffé, Deutsche Verlags-Anstalt, Stuttgart 1953, ISBN 978-3-421-06305-2 (Ausgabe von 1990).
- Électre ou la Chute des masques, Paris 1954.
- Les Charités d’Alcippe, Liège 1956.
- Présentation critique de Constantin Cavafy 1863–1933, Paris 1958.
- Sous bénéfice d’inventaire, Paris 1962.
- Fleuve profond, sombre rivière. Les „Negro Spirituals“, Paris 1964.
- L’Œuvre au noir, Paris 1968 (ausgezeichnet mit dem Prix Femina 1968).
  - Die schwarze Flamme, deutsch von Anneliese Hager, René Cheval und Bettina Witsch, Hanser, München 1991, ISBN 978-3-446-14088-2.
- Théâtre I, Paris 1971.
- Le Labyrinthe du monde I. Souvenirs pieux, Monaco 1973.
  - Gedenkbilder. Eine Familiengeschichte, deutsch von Rolf und Hedda Soellner, Hanser, München 1984, ISBN 978-3-446-13913-8.
- Le Labyrinthe du monde II. Archives du Nord, Paris 1977.
  - Lebensquellen. Eine Familiengeschichte, deutsch von Rolf und Hedda Soellner, Hanser, München 1985, ISBN 978-3-446-13914-5.
- La Couronne et la Lyre. Poèmes traduits du grec, Paris 1979.
- Mishima ou la vision du vide, Paris 1980.
  - Mishima oder die Vision der Leere, deutsch von Hans-Horst Henschen, Hanser, München 1985, ISBN 978-3-446-13916-9.
- Anna, soror..., Paris 1981.
  - Anna, soror…, deutsch von Anna Ballarin, Manholt Verlag, Bremen 2003, ISBN 978-3-924903-05-3.
- Comme l’eau qui coule, Paris 1982.
- Le temps, ce grand sculpteur, Paris 1983.
  - Die Zeit, die große Bildnerin. Essays über Mythen, Geschichte und Literatur, deutsch von Rolf und Hedda Soellner, Hanser, München 1998, ISBN 978-3-446-14297-8.
- Le Labyrinthe du monde III. Quoi? L’Éternité. Paris 1988.
  - Liebesläufe. Eine Familiengeschichte, deutsch von Rolf und Hedda Soellner, Hanser, München 1989, ISBN 978-3-446-15525-1.

## Biografien und Biografisches
- Michèle Goslar: Yourcenar. Biographie. „Qu’il eût été fade d’être heureux“. Racine, Brüssel 1998, ISBN 2-87386-143-6.
- Dietrich Gronau: Marguerite Yourcenar. Wanderin im Labyrinth der Welt. Heyne, München 1992, ISBN 3-453-06079-2.
- Georges Rousseau: Yourcenar. Haus Publishing, London 2004, ISBN 1-904341-28-4.
- Michèle Sarde: Vous, Marguerite Yourcenar. La Passion et ses masques. Laffont, Paris 1995, ISBN 2-221-05930-1.
- Maurice Delcroix (Hrsg.): Marguerite Yourcenar. Portrait d’une voix. Gallimard, Paris 2002, ISBN 2-07-075675-0.
  - Daraus auf Deutsch: Jean-Pierre Corteggiani: „Im Grunde gibt es keinen Rat mehr“. Gespräch mit Marguerite Yourcenar (1987). In: Sinn und Form 1/2012, S. 19–32.
- Josyane Savigneau: Marguerite Yourcenar, l’invention d’une vie. Gallimard, Paris 1993, ISBN 2-07-038738-0.
  - Josyane Savigneau: Marguerite Yourcenar. Die Erfindung eines Lebens. Aus dem Französischen von Rolf Soellner. Dtv, München 2003, ISBN 3-423-13085-7.
- Etel Adnan: Im Spiegel der See. Eine Erinnerung an Marguerite Yourcenar. Aus dem Englischen von Hans-Ulrich Müller-Schwefe. (Aus: Poetry Flash, Febr. 1988). In: Sinn und Form 3/2020, S. 413–417.